# L'Évasion de Vidocq
Pour plus de détails, voir Fiche technique et Distribution.
L'Évasion de Vidocq est un film muet français réalisé par Georges Denola, sorti en 1910.

## Fiche technique
- Titre : L'Évasion de Vidocq
- Réalisation : Georges Denola
- Scénario : d'après les mémoires de Eugène-François Vidocq
- Société de production : Pathé Frères
- Pays d'origine :  France
- Format : Noir et blanc — 35 mm — 1,37:1 — Muet
- Genre : Film dramatique, Film d'aventure
- Durée : inconnue
- Dates de sortie : 
  -  France - 1910

## Distribution
- Harry Baur
- Andrée Marly